# Klaus-Gert Lutterbeck
Klaus-Gert Lutterbeck (* 1966) ist ein deutscher Historiker und Politikwissenschaftler.

## Leben
Er absolvierte ein Studium der Geschichte und politischen Wissenschaften in Osnabrück, London und Hamburg, das er 1994 mit dem Magister Artium abschloss. Von 1994 bis 1998 war er wissenschaftlicher Mitarbeiter von Udo Bermbach am Institut für Politische Wissenschaft der Universität Hamburg. 1999 schloss er dort seine Promotion mit einer Arbeit über Staat und Gesellschaft bei Christian Thomasius und Christian Wolff ab. Von Oktober 1998 bis Juni 2000 war er Mitarbeiter am interdisziplinären Zentrum für die Erforschung der Europäischen Aufklärung an der Martin-Luther-Universität Halle-Wittenberg im DFG-Projekt „Selbstaufklärung der Aufklärung. Individual-, Gesellschafts- und Menschheitsentwürfe in der anthropologischen Wende der Spätaufklärung“. Seit Juli 2000 war er Hochschulassistent an der Rechts- und Staatswissenschaftlichen Fakultät der Ernst-Moritz-Arndt-Universität Greifswald. Er habilitierte sich im Jahr 2008 und ist seitdem Privatdozent. 2011/12 war er am Collegium de Lyon tätig. Er war Lehrbeauftragter an der Universität Bern. Seit 2010 wohnt und arbeitet er im Quercy im Südwesten Frankreichs.
Seine Arbeitsschwerpunkte sind die Geschichte des öffentlichen Rechts im Alten Reich und die politische Ideengeschichte des Naturrechtsdiskurses im 17. und 18. Jahrhundert. Er war Mitglied der Vereinigung für Verfassungsgeschichte.

## Schriften
- Politische Ideengeschichte als Geschichte administrativer Praxis. Konzeptionen von Gemeinwesen im Verwaltungshandeln der Stadt Strasbourg/Straßburg 1800–1914. Klostermann, Frankfurt 2011.
- mit Peter Collin (Hrsg.): Eine intelligente Maschine? Handlungsorientierungen moderner Verwaltung (19./20. Jh.). Nomos, Baden-Baden 2009.
- Staat und Gesellschaft bei Christian Thomasius und Christian Wolff. Eine historische Untersuchung in systematischer Absicht. Frommann-Holzboog, Stuttgart-Bad Cannstatt 2002.